# يو إف سي 202
يو إف سي 202: دياز ضد ماكغريغور 2 (بالإنجليزية: UFC 202: Diaz vs. McGregor 2)‏ هو حدث لفنون القتال المختلطة نظمته يو إف سي، أُقيم في 20 أغسطس 2016، على تي موبايل أرينا في بارادايس، نيفادا، الولايات المتحدة.